# Survival (canción)
«Survival» —en español: «Supervivencia»— es una canción de la banda de rock alternativo inglesa Muse, así como el primer sencillo de su sexto álbum de estudio, The 2nd Law. El sencillo se estrenó el 27 de junio de 2012 en la cadena de radio BBC Radio 1. 
«Survival» fue elegida como canción oficial de los Juegos Olímpicos de Londres 2012 y fue interpretada por la banda en vivo en la ceremonia de cierre de los Juegos. La canción era reproducida cada vez que los atletas entraban el estadio durante el periodo previo a la ceremonia de entrega de medallas. Los presentadores y locutores internacionales también utilizaron la canción durante sus emisiones olímpicas. «Survival» fue incluida en el álbum London 2012 Rock the Games.

## Creación
En 2011, el Comité Olímpico Internacional (COI) estaba trabajando con Sir Elton John para crear el tema oficial de las Juegos Olímpicos. El pianista se puso en contacto con Bellamy para colaborar en la composición de la canción. No obstante, según Bellamy, Elton John terminó riñendo con el comité, y el proyecto se suspendió. Aun así, Bellamy escribió la canción «Survival». La banda presentó la canción al Comité Olímpico, quienes dijeron que les encantaría utilizarla como canción principal.
La canción, fuertemente influenciada por Queen, comienza con un ritmo de piano para pasar rápidamente a sonido de guitarra más pesado. Incluye un coro, un solo de guitarra, y el uso extensivo del alto rango vocal de Bellamy (Bb4 en voz de pecho, G#5 en falsete). Bellamy también canta las partes de guitarra del final, similar a como lo hizo en otras canciones, como «Knights of Cydonia».
Bellamy habló de que la canción “expresa un sentimiento de convicción y determinación para ganar” y que intentó "entrar en la mentalidad de estar completamente determinado a ganar, hacerlo contra todo pronóstico, la convicción y la verdad de simplemente querer ganar. Quería conectar con esa competitividad." 
La canción fue incluida en su álbum The 2nd Law.

## Recepción
«Survival» recibió críticas mixtas por parte de críticos musicales y de fanes de la banda. 
Mark Beaumont (NME) dijo que "«Survival» podría estar entre las canciones más brillantes de Muse de manera abrasadora, estallante y aneurismática en los oídos, pero siempre será considerada cursi por su asociación con un evento deportivo". Por su parte, Adam Boult (The Guardian) se refirió a la canción como "un ataque hilarante de cinco minutos de exageración, situado en algún punto entre Queen, Gloria Gaynor y un sketch de Monty Python. Es tan exagerado como los Juegos Olímpicos mismos". Mientras tanto, Jon Holmes (BBC Radio 4) la describió como una "cacofonía épica de ruido enorme" y declaró que "esta es la canción que quiero escuchar cuando el mundo termine". La revista Forbes criticó el contenido lírico de la canción por no representar adecuadamente el espíritu olímpico (lo importante no es quedar en primer lugar a toda costa) y por ser "antiética" por su contenido agresivo y menciones de "venganza".
Howard, batería, declaró que: "Si los fanes la odian, genial. Al menos está provocando algo. Es una canción bastante extraña para las Olimpiadas, pero está bien que consideren que la canción puede representar la enormidad del evento. Te traslada a las Olimpiadas al estilo Gladiator. A lo mejor todo eso debería retornar, como el enfrentamiento con un tigre con una bola de metal con púas."
No obstante, la canción también recibió valoraciones positivas. The Associated Press describió «Survival» como un "himno de rock atronador". Digital Spy opinó que fue "la decisión correcta" utilizar la canción para las Olimpiadas, añadiendo que tenía todos los elementos de un "clásico himno británico". 

## Formatos
| «Survival» — descarga digital |            |          |  |
| N.º                           | Título     | Duración |  |
| 1.                            | «Survival» | 5:15     |  |